# Refugiados palestinos
Refugiados palestinos são os cidadãos da antiga  Palestina mandatária e seus descendentes, os quais fugiram ou foram expulsos dos locais em que viviam, durante a guerra árabe-israelense (Nakba) e aos quais foi assegurado o direito de retorno, nos termos da Resolução 194 da Assembleia Geral das Nações Unidas. A maior parte desse refugiados ainda vive dentro ou nas proximidades dos 68 campos de refugiados existentes na Jordânia, Líbano, Síria, Cisjordânia e Faixa de Gaza. Em 2019, havia mais de 5,6 milhões de refugiados palestinos, segundo os registros das Nações Unidas.

## Antecedentes

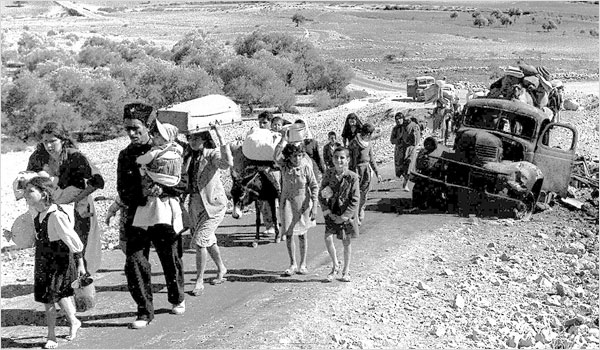
Refugiados palestinos, em 1948.

Após a Nakba, os refugiados palestinos foram forçados a buscar refúgio em diversos territórios vizinhos - tais quais como o Líbano, a Transjordânia, Síria e até mesmo Israel - e tiveram seu direito de retorno negado pelo governo de Israel, que temia a possibilidade de criação de uma maioria árabe, no estado sionista. por outro lado, a Liga Árabe instruiu seus membros a negar a cidadania aos refugiados palestinos "para evitar a dissolução de sua identidade e proteger seu direito de retornar à sua terra natal".
Durante a Guerra de 1948, cerca de 85% da população palestina (720 mil pessoas) deixou suas casas - situadas no que se tornara território do Estado de Israel -, à força ou por medo, e se instalou principalmente na Cisjordânia, na Faixa de Gaza, no Líbano, na Síria e na Jordânia.
Em 2012, estimava-se que o total dos refugiados da Guerra de 1948 e seus descendentes seria de aproximadamente cinco milhões de pessoas.

### Direito de Retorno
O Direito de retorno refere-se ao direito fundamental de todo refugiado voltar ao seu país de origem. Esse direito vigora desde 10 de dezembro de 1948, quando foi adotada a Declaração Universal dos Direitos Humanos, pela Organização das Nações Unidas.

### UNRWA
A Agência das Nações Unidas de Assistência aos Refugiados da Palestina no Próximo Oriente, também conhecida pela sigla, em inglês, UNRWA, é o órgão da  ONU responsável pelos refugiados palestinos no Oriente Médio. A Agência foi fundada em 8 de dezembro de 1949, como um órgão de existência temporária, ou seja, até que fosse firmado um acordo durável entre Israel e palestinos sobre a questão dos refugiados. Porém como o acordo nunca foi feito, a agência continua operando, mais de 70 anos depois.

## Situação atual dos refugiados palestinos
.

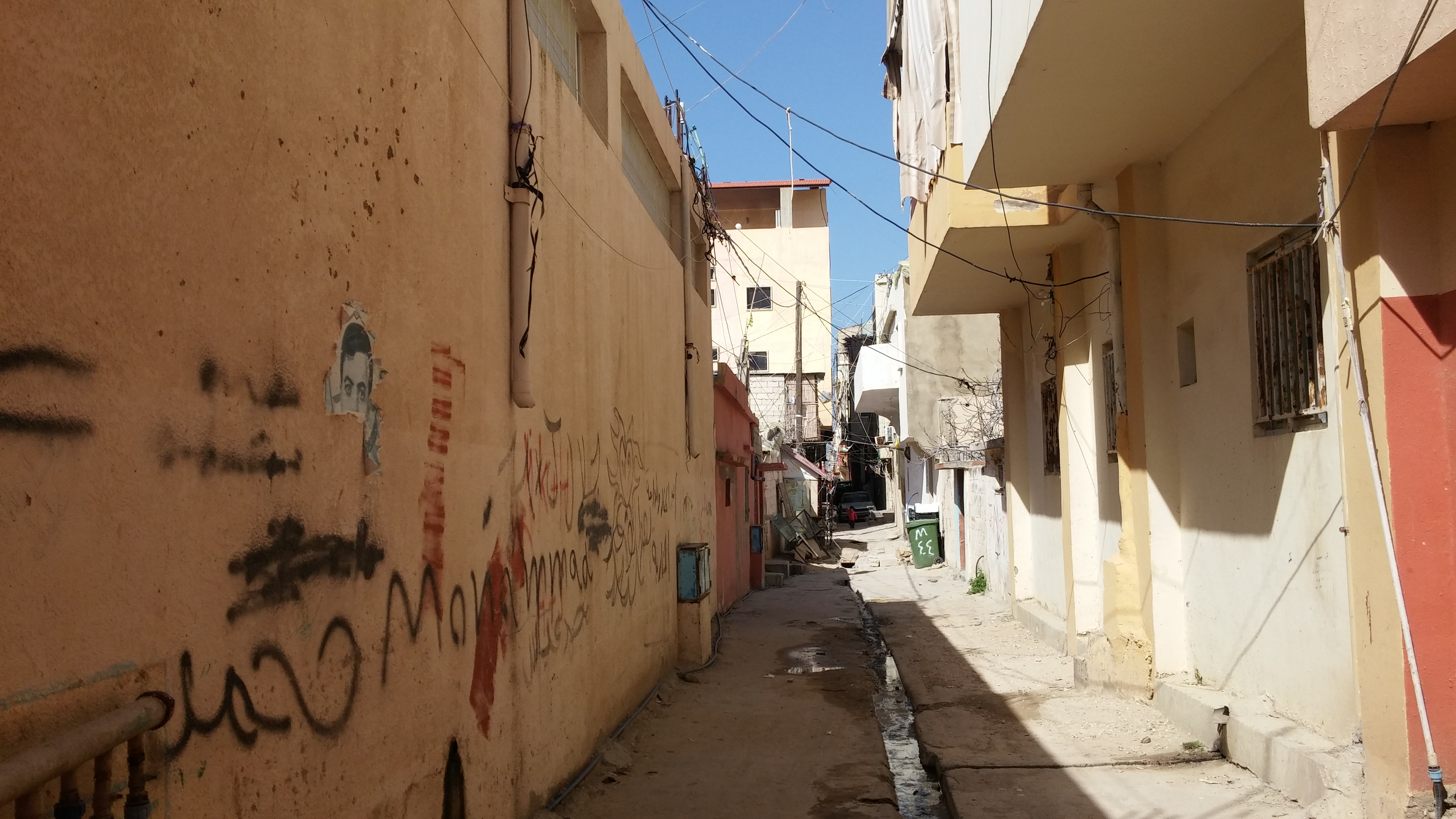
O campo de refugiados palestinos de Rashidieh (em árabe, الرشيدية, também transliterado como Rashidiya, Rashidiyah, Rachidiye, Rashidiyyeh, Rashadiya, Rashidiyya, Reshîdîyeh, ou Rusheidiyeh) em Tiro, Sul do Líbano

Mesmo após décadas de guerras e disputas sobre os territórios palestinos, os refugiados ainda hoje lutam por seus direitos. Em 2021, em Jerusalém, famílias palestinas foram ameaçadas de ser despejados de suas casas, no bairro de Sheikh Jarrah, a não ser que passassem a pagar aluguel aos colonos israelenses, que reivindicavam a propriedade da área.
"Nosso conflito não é entre judeus e cristãos, mas um conflito diplomático, geopolítico e econômico. Israel não respeita nem acolhe nenhuma das resoluções do Conselho de Direitos Humanos das Nações Unidas. Já foram mais de 700 recomendações", conta Ibrahim Alzeben, embaixador da Palestina no Brasil. Além de Israel não seguir as recomendações e resoluções da ONU, o país também vem sendo investigado por crimes de guerra cometidos na Faixa de Gaza.
"A maioria vive com o básico, sente na pele diariamente as dores de um conflito que parece sem fim, mas ainda alimenta a esperança de retornar pra casa", diz Alethea Rodrigues, que vive em Aida, um campo de refugiados palestinos situado a dois quilômetros do centro histórico de Belém, na parte central da Cisjordânia. O relato de Alethea demonstra em grande parte a vida da maioria destes refugiados em seus campos, que estão ficando sem espaço para novos refugiados.

### Refugiados da Guerra dos Seis Dias
Após o término da Guerra dos Seis Dias (1967), entre 280 000 e 350 000 palestinos haviam fugido ou sido expulsos da Cisjordânia. A maior parte dessa população deslocou-se para países próximos - Síria, Líbano e Jordânia - enquanto o restante buscou refúgio na Faixa de Gaza. Mais de 40 anos depois, as consequências dessa guerra permanecem.

### Palestinos no Brasil
Em meados de setembro de 2007, o governo brasileiro, em colaboração com o ACNUR e organizações não governamentais, recebeu pouco mais de 100 refugiados palestinos, que foram distribuídos entre os estados do Rio Grande do Sul e São Paulo. Desde sua chegada ao país, os refugiados receberem aulas de português, assistência médica e odontológica, apoio de tradutores, acesso à educação e a cursos profissionalizantes, casa alugada e mobiliada e um auxílio-subsistência por um período de dois anos. Como refugiados reconhecidos pelo governo brasileiro, tiveram direito a documentação (Registro Nacional de Estrangeiro, CPF, carteira de trabalho e passaporte específico) e a assistência legal ou material para reunião familiar.

## Estatísticas
Segundo dados divulgados pela UNRWA em 2015, de 5 149 742 refugiados palestinos registrados,  1 603 018 estavam em campos.
| Distrito                | Número de vilas despovoadas | Número de refugiados em 1948 | Número de refugiados em 2000 |
| Bersebá                 | 88                          | 90,507                       | 590,231                      |
| Bete-Seã                | 31                          | 19,602                       | 127,832                      |
| Jenin                   | 6                           | 4,005                        | 26,118                       |
| Haifa                   | 59                          | 121,196                      | 790,365                      |
| Hebrom                  | 16                          | 22,991                       | 149,933                      |
| Ramla                   | 64                          | 97,405                       | 635,215                      |
| Safed                   | 78                          | 52,248                       | 340,729                      |
| Tiberíades              | 26                          | 28,872                       | 188,285                      |
| Tulcarém                | 18                          | 11,032                       | 71,944                       |
| Acre                    | 30                          | 47,038                       | 306,753                      |
| Gaza                    | 46                          | 79,947                       | 521,360                      |
| Jerusalém               | 39                          | 97,950                       | 638,769                      |
| Nazaré                  | 5                           | 8,746                        | 57,036                       |
| Jaffa                   | 25                          | 123,227                      | 803,610                      |
| Total                   | 531                         | 804,766                      | 5,248,185                    |
| Demografia da Palestina |                             |                              |                              |

O número de refugiados palestinos registrados pela UNRWA por país ou território em janeiro de 2015:
| Jordânia      | 2,117,361 |
| Faixa de Gaza | 1,276,929 |
| West Bank     | 774,167   |
| Síria         | 528,616   |
| Líbano        | 452,669   |
| Total         | 5,149,742 |

### Localização dos refugiados

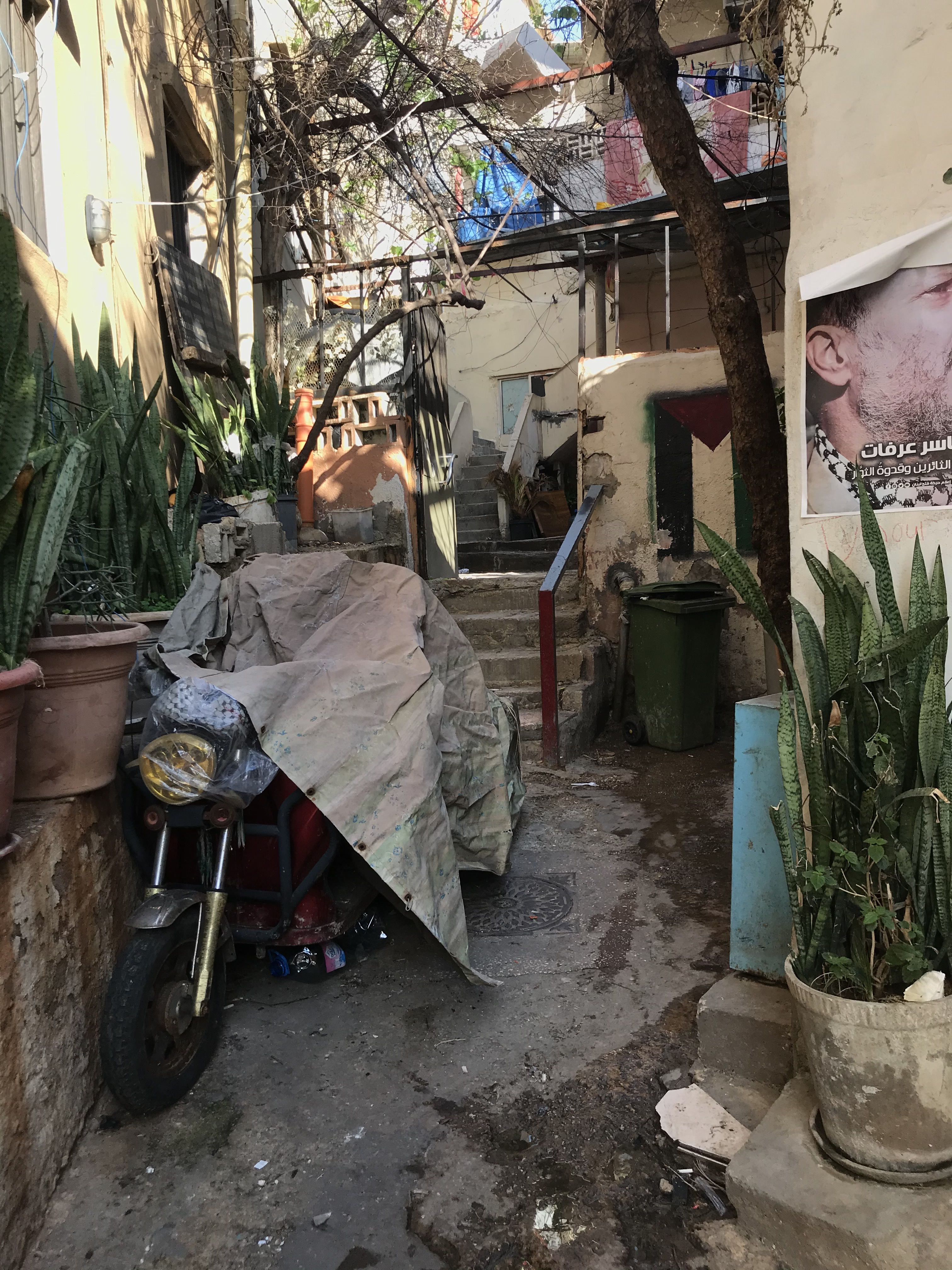
Campo de refugiados Mar Elias, Beirute 2021

Segundo a UNRWA, mais de dois milhões de refugiados palestinos registrados vivem na Jordânia, sendo que a maioria deles  não tem a cidadania plena do país.
Já o Líbano recebeu cerca de 100 000 palestinos refugiados, em consequência da guerra de 1948. Essas pessoas permaneceram no Líbano, já que lhes foi negado o direito de retorno,  e lá viviam em condições muito duras, conforme descreve um estudo de 2007 da Amnistia Internacional. Antes de 2005, palestinos eram proibidos de trabalhar em 70 ocupações, por não ter cidadania libanesa - número que foi reduzido a cerca de 20, após as leis de liberação em 2007. Finalmente, desde 2010, os palestinos conquistaram os mesmos direitos que outros estrangeiros no país. 
Na Arábia Saudita, estima-se que existam 240 000 palestinos. Por conta da política adotada pela Liga Árabe, essas pessoas não  podem obter (nem mesmo requerer) a cidadania do país, a menos que sejam casadas com cidadãos sauditas. Os palestinos são o único grupo estrangeiro que não pode se beneficiar de uma lei de 2004, aprovada pelo Conselho de Ministros da Arábia Saudita, que autoriza expatriados de todas as nacionalidades - desde que residentes no reino há, pelo menos, dez anos - a solicitar a cidadania.

### Presos políticos
De acordo com o Alto Comissariado das Nações Unidas para os Refugiados (Acnur), passados mais de 70 anos do êxodo palestino, há também milhares de presos políticos palestinos, em prisões israelenses. Desde 2015, mais de 10 mil palestinos foram presos; desde 1967, 800 mil; e mais de um milhão, desde a Nakba, em 1948. Em março de 2019, havia 5 450 presos políticos palestinos, espalhados em 17 prisões, 2 centros de detenção e 2 centros de interrogação de Israel. Desse total, 540 cumprem pena de prisão perpétua, 68 cumprem penas de mais de 20 anos e 497 encontram-se em detenção administrativa.